# Edina Alves Batista
Edina Alves Batista (* 10. Januar 1980 in Goioerê) ist eine brasilianische Fußballschiedsrichterin. Sie amtierte unter anderem bei den Fußball-Weltmeisterschaften der Frauen 2019 und 2023. Sie ist auch die erste Frau, die ein Spiel bei der Copa América der Männer leitete.

## Karriere
Alves war Schiedsrichterin beim Algarve-Cup 2017. Sie leitete zwei Spiele der Fußball-Südamerikameisterschaft der Frauen 2018 und mehrere Spiele der Fußball-Weltmeisterschaft der Frauen 2019, darunter das Halbfinale zwischen England und den Vereinigten Staaten. In Brasilien wurde sie 2019 in der ersten Liga sechs Mal und in der zweiten Liga fünf Mal eingesetzt. Zudem verantwortete Alves Batista Spiele bei der U-20-Südamerikameisterschaft 2020 in Argentinien. Zum Aufgebot der FIFA-Klub-Weltmeisterschaft 2020 im Februar 2021 gehörte sie ebenfalls.
Im Januar 2023 wurde Alves Batista für die Frauen-Weltmeisterschaft 2023 in Australien und Neuseeland nominiert. Gemeinsam mit ihren Assistentinnen Neuza Back und Leila Moreira kam sie zu vier Spielleitungen, darunter das Halbfinale zwischen den späteren Weltmeisterinnen aus Spanien und Schweden. 
Der südamerikanische Verband CONMEBOL nominierte Alves für die Copa América 2024 der Männer in den USA. Durch ihren Einsatz am letzten Gruppenspieltag bei der Begegnung zwischen Bolivien und Panama in Orlando (Endstand 1:3) schrieb sie Geschichte, als erste Frau, die in der 108-jährigen Geschichte des Wettbewerbs eine Copa-América-Partie leitete.
Im Rahmen eines Austauschprogramms zwischen den Fußballkontinentalverbänden Südamerikas und Europas wurde sie als eine von 13 Schiedsrichterinnen für die Europameisterschaft 2025 in der Schweiz nominiert.

## Einsätze bei Turnieren

### Fußball-Weltmeisterschaft 2019
| Phase        | Datum         | Spielort    | Heimmannschaft | Gastmannschaft | Ergebnis  |
| ------------ | ------------- | ----------- | -------------- | -------------- | --------- |
| Gruppenphase | 10. Juni 2019 | Le Havre    | Neuseeland     | Niederlande    | 0:1 (0:0) |
| Gruppenphase | 17. Juni 2019 | Le Havre    | VR China       | Spanien        | 0:0       |
| Achtelfinale | 25. Juni 2019 | Montpellier | Italien        | VR China       | 2:0 (1:0) |
| Halbfinale   | 2. Juli 2019  | Lyon        | England        | USA            | 1:2 (1:2) |

### Fußball-Weltmeisterschaft 2023
| Phase        | Datum         | Spielort   | Heimmannschaft | Gastmannschaft | Ergebnis  |
| ------------ | ------------- | ---------- | -------------- | -------------- | --------- |
| Gruppenphase | 20. Juli 2023 | Sydney     | Australien     | Irland         | 1:0 (0:0) |
| Gruppenphase | 30. Juli 2023 | Adelaide   | Südkorea       | Marokko        | 0:1 (0:1) |
| Achtelfinale | 5. Aug. 2023  | Wellington | Japan          | Norwegen       | 3:1 (1:1) |
| Halbfinale   | 15. Aug. 2023 | Auckland   | Spanien        | Schweden       | 2:1 (0:0) |

### Olympisches Fußballturnier 2024
| Phase         | Datum         | Spielort  | Heimmannschaft | Gastmannschaft | Ergebnis             |  |
| ------------- | ------------- | --------- | -------------- | -------------- | -------------------- |  |
| Gruppenphase  | 27. Juli 2024 | Bordeaux  | Japan          | Mali           | 1:0 (0:0)            |  |
| Gruppenphase  | 31. Juli 2024 | Lyon      | Neuseeland     | Frankreich     | 1:2 (1:1)            |  |
| Viertelfinale | 3. Aug. 2024  | Marseille | Kanada         | Deutschland    | 0:0 n. V., 2:4 i. E. |  |

### Fußball-Europameisterschaft der Frauen 2025
| Phase        | Datum         | Spielort | Heimmannschaft | Gastmannschaft | Ergebnis  |
| ------------ | ------------- | -------- | -------------- | -------------- | --------- |
| Gruppenphase | 4. Juli 2025  | Genf     | Dänemark       | Schweden       | 0:1 (0:0) |
| Gruppenphase | 9. Juli 2025  | Zürich   | England        | Niederlande    | 4:0 (2:0) |
| Halbfinale   | 23. Juli 2025 | Zürich   | Deutschland    | Spanien        | 0:1 n. V. |

## Kontroverse
Der katarische Scheich und Sportfunktionär Joaan bin Hamad bin Khalifa al-Thani hatte bei der Siegerehrung nach dem Finale der Klub-Weltmeisterschaft 2020 allen Spielern, Trainern und Spieloffiziellen mit dem coronakonformen Faustgruß gratuliert, nur Batista (Vierte Offizielle) und ihre Kollegin Neuza Back grüßte er nicht. Aus der internationalen Öffentlichkeit wurde dem Scheich ein absichtliches frauenfeindliches Verhalten vorgeworfen. Das WM-Organisationskomitee und die FIFA wiesen die Vorwürfe zurück.